# Даосизм
Даоси́зм — китайське традиційне вчення, у якому присутні елементи релігії, містики, ворожіння, шаманізму, медитації, а також традиційної філософії та науки. Послідовників даосизму називають даосами. Вважають, що цю течію заснував Жовтий імператор (родоначальник всіх китайців).
В історії даосизму відбувся поділ учення на філософський даосизм (дао цзя), що розвинувся у неодаосизм, та релігійний (дао цзяо), що включив алхімію, демонологію, лікування.
За час свого існування даосизм не створив єдиної церкви, а догматичні положення його ортодоксальних напрямів не сформувалися у конкретний, спільний для всіх вірян догмат. Це відбилося на поліморфізмі даоської доктрини, особливостях ритуальної діяльності і організаційних рівнях. Проте даосизм є цілісним соціокультурним феноменом, що здійснює значний вплив на життя сучасного китайського суспільства.

## Елементи вчення
Даосизм виник у IV—III ст. до н. е., його виникнення пов'язують з іменем легендарного імператора Хуан-ді (Жовтий імператор). Даосизм є однією з двох корінних китайських релігійно-філософських систем (іншою є конфуціанство), які значно вплинули на розвиток китайської культури. Витоки даосизму можна побачити у шаманських старокитайських віруваннях. У сучасній даології існує серйозна проблема розмежування релігійного та філософського напрямків у даоській традиції, яку й досі не вирішено повністю. «Філософський» даосизм вважається початковим, а «релігійний» — більш пізнім. Під «філософським даосизмом» зазвичай мається на увазі вчення, викладене у «Дао-де цзін», «Чжуан-цзи» та пов'язаних з ними текстів. У політиці та виживанні даос шукає дієвого шляху найменшого спротиву і скромності. Усі крайні позиції ведуть до своїх протилежностей. Усе є в русі, за винятком самого Дао (Шляху), який визначає рівновагу між протилежностями їнь та ян.
Наголошується на:
- медитації

За твердженням даосів, світ у цілому і людина, зокрема, характеризуються трьома видами життєвої енергії: шен (дух), ці (дихання) та цзін (життєва субстанція). Під час медитації людина прагне до злиття мікрокосму (її) з макрокосмом (всесвітом). З цією метою людина повинна позбутися від дуалістичного сприйняття дійсності; іншими словами, вона має ототожнити своє Его з усім всесвітом, тобто позбутися від суб'єктно-об'єктної свідомості. Отже, даоська медитація глибоко містична. Містичний союз з усім сущим не піддається раціональному поясненню; збагнення здійснюється безпосередньо через досвід. Таким чином, затверджується фундаментальне положення даосизму, згідно з яким розказане Дао не є достеменним Дао. Те, що пізнається під час медитації не піддається словесному вираженню. Якщо все перебуває у процесі постійної зміни, ідентифікація власного «Я» стає ілюзією, явною помилкою, але рано чи пізно людина буде змушена змиритися з реальністю змін. Проте даосизм не схильний вдаватися до мудрувань та акцентує увагу на практичному здійсненні цієї концепції. Людина повинна переконатися на власному досвіді в суті питання, тобто усвідомити дійсну реальність і відчути себе частиною потоку Дао.
- спонтанності
- простоті.

Подібно до водного потоку, життя людини повинне протікати шляхом найменшого опору. Отже, ідеалом даосів є існування, вільне від проявів пристрастей та амбіцій. Проте, серйозною перешкодою на шляху до звільнення від мирських бажань є освіта, бо знання збільшує схильність до бажань та амбітних прагнень. Саме тому даоси розробили теорію мислення, що перешкоджає підвищенню інтелектуального і освітнього рівнів.
Природна простота (пю) виявляється у спонтанних вчинках (ву-вей), які відбивають природну гармонію. У процесі ву-вей особа виражається у своїй первісній простоті та єднанні з навколишнім світом. У цьому випадку свідомість не встигає проявити свій раціональний початок і підсвідомість бере на себе функції управління особою. Вказані якості сприяють усвідомленню природи усіх живих істот і місця людини на цьому світі. Подібно до буддистів, даоси співпереживають усім живим істотам.
Де (чеснота) і ці (енергія) являють собою силу беззусильної дії доступної для даоса.
Як релігія, даосизм наголошує на алхімічних відносинах між макрокосмом і мікрокосмом, шукаючи формулу безсмертя за допомогою:
- контролю дихання
- дієти
- вправ
- сексуальної стриманості
- хімічних еліксирів

У даосизмі розвинулось священство, величезний ієрархічний пантеон «богів» та безліч священних текстів і ритуалів, пов'язаних з різними сектами. Пізніше повстало чернецтво. З часів китайської культурної революції (1966—1968) релігійний даосизм активно практикується головним чином на Тайвані. Філософський даосизм викликав зацікавлення на Заході, особливо І Чінґ, містичний твір, який має за мету пояснити значення випадкових подій.

### Основні категорії даосизму
- Дао (道) — буквально шлях, в даосизмі – духовність.

Дао означає Шлях осягнення законів природи, її закономірностей. Вчення закликає людей жити за природними законами, відповідно до Дао, універсальним гармоніювальним принципом. Дао трактується як абсолютна категорія, що не піддається опису, одвічний всесвітній принцип. На початку «Дао де цзін» сказано: «Дао, про яке можна говорити, не є достеменним Дао».
Дао безтілесне і не піддається плотському сприйняттю, воно скрізь і ніде, безформне і безіменне, нескінченне і вічне, порожнє, але невичерпне. Воно — прабатько всього, включаючи богів. Все народжується з Дао і все вирушає в Дао. Саме Дао знаходиться у безкінечному циклічному кругообертанні: не досягаючи межі воно знов спрямовується до витоку. Дао — вищий закон буття, але не буття, як таке; воно поза буттям, за його межами, але це не Бог, не надприродна сила, бо Дао природне хоча й неосяжне.
Про Дао згадують як про «початок і матір десяти тисяч речей», тобто сутнісну основу буття. Проте Дао не є буттям, але це і не небуття. Це те, що є першопричиною. У цьому відношенні його доречно порівняти з буддійським поняттям шуньяти (порожнечі). Дао універсальне, всепроникне і не піддається руйнуванню. З точки зору метафізики Дао — це джерело, що породжує все суще, і одночасно кінцева мета будь-якого прояву. Воно не володіє фіксованою субстанціальною основою, а лише забезпечує прояв і згасання існування. Згідно з даоською філософією, відпочинок передує руху, а достаток спокою — дії. Дао є основою будь-якого процесу. Саме по собі воно нерухоме, але є початком будь-якого руху. У цьому сенсі Дао означає абсолютну природність.
- Де (德) — буквально відвага або мораль. Сила, або порядок речей у всесвіті.

Дао непізнаване, але всюдисуще. Те, про що можна говорити, називається Де (проявлена потужність). Це поняття демонструє Дао у дії, проявляє його потенційну енергію в об'єктах творіння. Якщо Дао — це тотальна суть світу, то Де — це загальний космічний принцип, що визначає для кожного об'єкта належну форму і послідовність майбутніх йому трансформацій, це втілення певного внутрішнього життєвого принципу, породженого Дао, того, що зв'язує кожного з Дао, це прояв тотальної суті світу в реальності. Якщо суб'єкт або об'єкт дотримуються дао (іншими словами, діють природним чином), їх наповнює сила (де). При цьому не йдеться про якусь силу, що прагне до насильницьких змін, що суперечило б самій суті вчення, а про природну силу, що повністю виявляє природний потенціал. За аналогією з водою, Дао подібне до потоку, силу перебігу якого представляє де.
- У-Вей (無為) — буквально не-дія — розуміння того, коли потрібно діяти та не діяти, перебуваючи у гармонії з Дао.

Це ключовий термін, що позначає утримання від активних дій. Його можна перекласти як невтручання, хоча саме слово зовсім не має на увазі абсолютної пасивності. Навпаки, це дія, але здійснена відповідно до двох принципів: — жодне зусилля не має бути витраченим даремно; — не слід робити нічого, що не відповідає законам природи.
У-вей слід було б перекласти як спонтанна або природна дія. Це те, що людина робить інтуїтивно, не плануючи. Це дія, мотивована реальними обставинами, а не фантазіями. Часто ми діємо всупереч своїй натурі з єдиною метою — довести яку-небудь ідею або принцип. У такі моменти особа внутрішньо суперечлива: емоції підказують одне, раціональний початок — інше, свідомість — третє. В таких умовах вчинок малоефективний і неприродний, оскільки є результатом компромісу між різними сферами свідомості. У-вей втілює спонтанну та природну поведінку. Діючи таким чином, ми не задаємося питанням правочинності вчинку, а просто здійснюємо його.
У-вей — це якість, яка дозволяє неупереджено дивитися на речі, мистецтво бути самим собою, навичка природної поведінки та упевненості у своїх силах. У-вей проявляється тоді, коли людина не дотримується умовних стереотипів поведінки та не замислюється над тим, що робить. Іншими словами, людина підкорюється наказам підсвідомості, не втрачаючи час на логічний аналіз і свідому оцінку ситуації.
Слід зазначити принципову різницю між мораллю даосів та конфуціанців. Згідно з Конфуцієм, етичні норми повинні визначатися законними актами, що регламентують суспільну поведінку. Іншими словами, деякі вчинки приносять безперечну суспільну користь навіть у тому випадку, коли суперечать природним людським імпульсам. Даоси вважають такий підхід неприпустимим. Подібне насильство над людською природою порушує гармонію Дао.

## Релігійний даосизм
Складає частину традиційних народних вірувань Китаю, у якій провідне місце займають фігури, пов'язані із даоською ідеалогією: Лао-цзи, Хуан-ді, Три пречистих (Сань цін), Вісім Безсмертних та інші святі.

## Відомі даоси імперського часу
- Чжан Даолін (34-156)
- Цю Чанчунь (1148—1227)

## Дослідники
- Юліан Констянтинович Щуцький[джерело?]